# سينثيا إيريفو
سينثيا تشيناساوكو أونيدينماناسو أماراتشوكو أويزوكي إيشيمينو إيريفو (ولدت في 8 يناير 1987) ممثلة ومغنيةبريطانية. اشتهرت بأعمالها على المسرح والسينما، وحصلت على العديد من الجوائز، وهي من القلائل الذين رُشّحوا لجوائز إيمي وغرامي وأوسكار وتوني)، حيث فازت بجميعها باستثناء جائزة الأوسكار.